# United States Bicentennial
United States Bicentennial var en serie firande och temadagar vid 1970-talets mitt, i samband med USA:s 200-årsjubileum som självständig republik. Firandet kulminerade söndagen den 4 juli 1976, på årsdagen för antagandet av USA:s självständighetsförklaring.

## Bakgrund
Planerna började då USA:s kongress skapade "American Revolution Bicentennial Commission" den 4 juli 1966.  Först var det tänkt att hålla en utställning i antingen Philadelphia eller Boston.  Efter 6½ års debatt, rekommenderades i stället att inte bara ha ett enda evenemang, och den 11 december 1973 upplöstes kommissionen, och ersattes av "American Revolution Bicentennial Administration" (ARBA), som fick ansvar för arrangerandet av flera lokala evenemang.

### Fotnoter
1. ↑  ”Records of the American Revolution Bicentennial Administration [ARBA”]. archives.gov. 1995. http://www.archives.gov/research/guide-fed-records/groups/452.html. Läst 24 maj 2011.
2. ↑  ”Who’s Having the ’76 Birthday Party?”. Associated Press. 25 september 1999. http://news.google.com/newspapers?nid=1817&dat=19690925&id=TRwoAAAAIBAJ&sjid=DJwEAAAAIBAJ&pg=7522,5716607. Läst 20 april 2010.
3. ↑  ”Bicentennial: The U.S. Begins Its Birthday Bash”. Time (Time.com). 21 april 1975. Arkiverad från originalet den 22 januari 2011. https://web.archive.org/web/20110122073111/http://www.time.com/time/magazine/article/0,9171,917323,00.html. Läst 24 maj 2011.